# (20299) 1998 FH78
A (20299) 1998 FH78 a Naprendszer kisbolygóövében található aszteroida. A LINEAR projekt keretében fedezték fel 1998. március 24-én.